# Siltamäki
Siltamäki (suédois : Skomakarböle) est une section du quartier de Suutarila d'Helsinki, la capitale de la Finlande. Siltamäki appartient aussi au district de Suutarila.

## Description
Siltamäki a une superficie est de 2,79 km2, sa population s'élève à 6 595 habitants(1.1.2010) et il offre 1 813 emplois (31.12.2008).

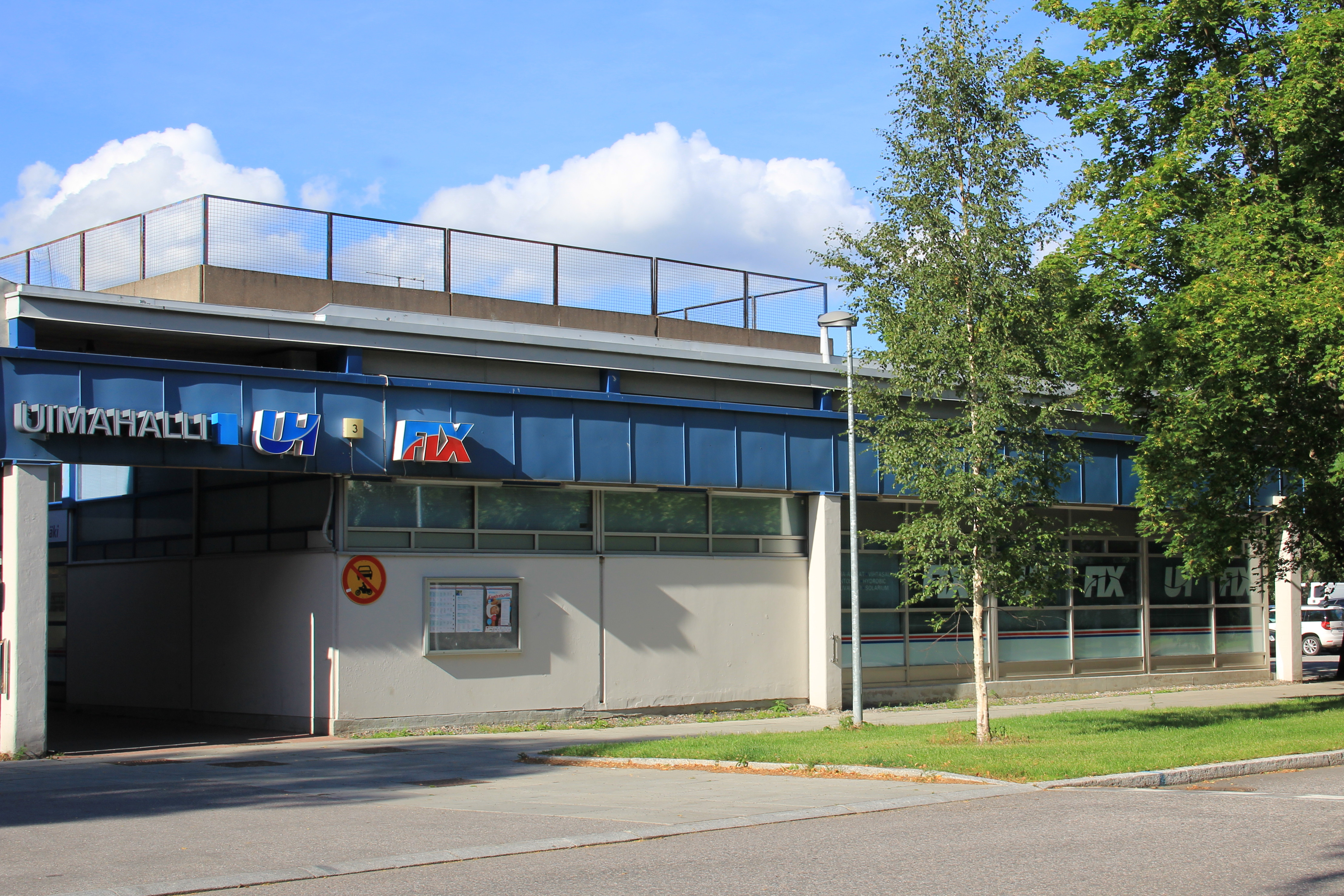
L'entrée de la piscine.